# Costa Cálida

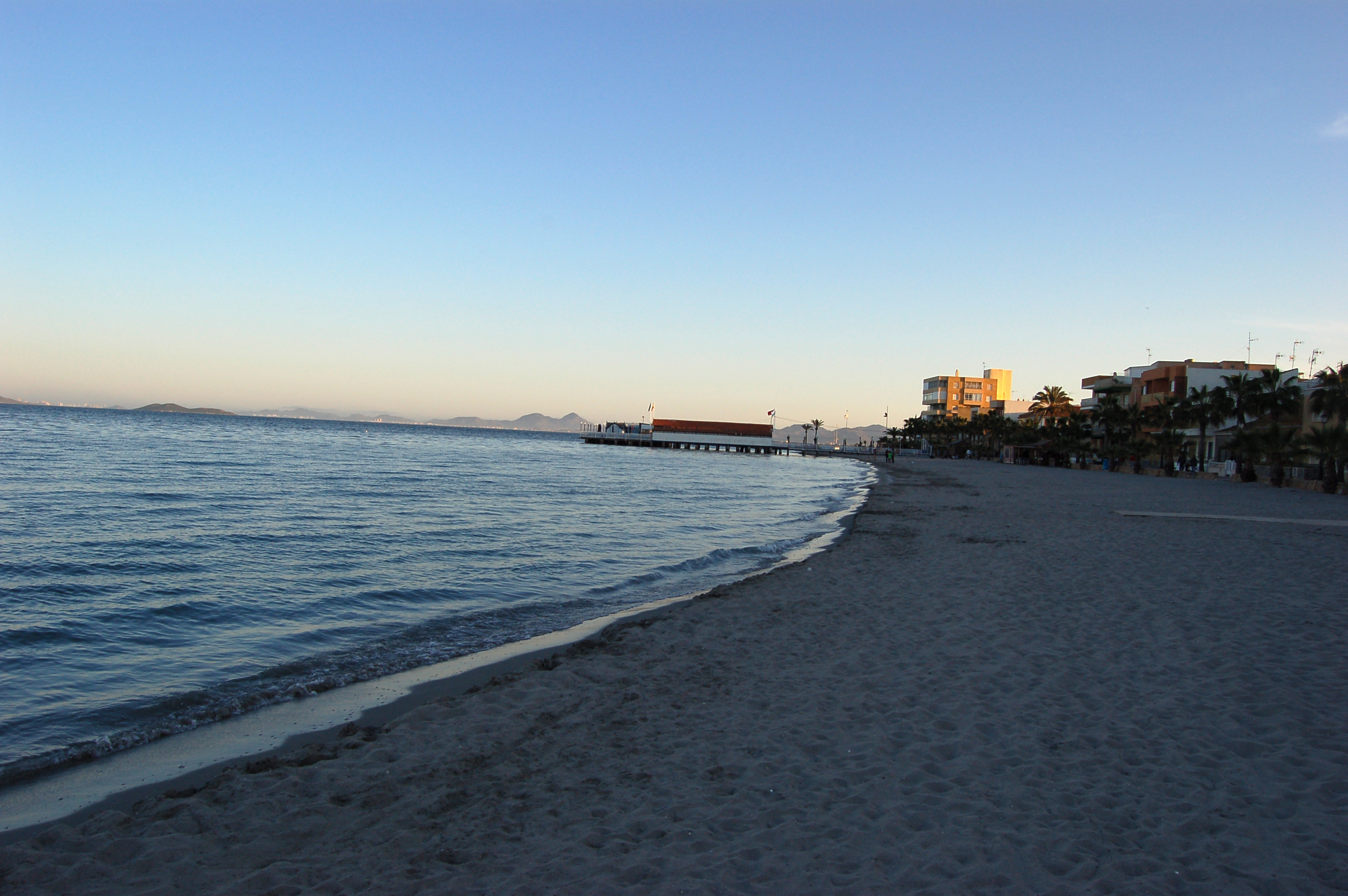
Plaża w Los Alcazares

Costa Cálida (pol. Ciepłe Wybrzeże) - jeden z regionów turystycznych Hiszpanii. Jego najbardziej znaną częścią jest Mar Menor - Małe Morze, stanowiące rozległą lagunę prawie całkowicie osłonięta od morza 22-kilometrową mierzeją. Na jego piaszczystym falochronie zostało zbudowanych wiele wysokich hoteli. Głównymi miastami leżącymi w okolicy Costa Cálida są: Kartagena, Murcja.